# Plovna dizalica Veli Jože
Plovna dizalica Veli Jože je Brodospasova ploveća motorna dizalica.  IMO broj joj je 9318539. Izgrađena je 1941. u Hamburgu, dograđivana u Kielu. Prenamijenjena i popravljena 1949. u Rotterdamu i Schiedamu, kao vlasništvo Brodospasa, tadašnje riječke tvrtke za spašavanje i tegljenje brodova. Prije tegljenja u Jadran nosila je ime Heroj 1950., da bi pred tegalj bio preimenovan u Veli Jože po divu iz priče Vladimira Nazora. Veli Jože bila je najveća je i najsnažnija dizalica na Jadranu, dugo godina i na Sredozemlju. Zbog nedostatka komercijalnog interesa, Brodospas od 2004. nije napravio redoviti godišnji tehnički pregled, te je brod od tada plutao na vezu, da bi 2010. bio poslan u rezalište Remontnog brodogradilišta u Šibeniku.

## Povijest
Jugoslavija je 1947. odlučila nabaviti vrhunsku dizalicu radi čišćenja jadranskog priobalja, jer su tijekom rata luke i plitka priobalja postala groblja brodova. Spasiteljska i tegljačka služba Brodospas nije imala kvalitetnu opremu i trebalo je naručiti brod. Htjeli su neka to bude najjača na Sredozemlju. Izbor je pao na rotterdamsko brodogradilište Rotterdamsche Droogdok Maatschappij, zbog tamošnje polustoljetne tradicije gradnje vrhunskih brodova dizalica.
U izgradnju broda ušle su i ratne reparacije. Svi njemački trgovački brodovi zaplijenjeni su. Državama ih je raspodjeljivala Međusaveznička reparacijska agencija (IARA) Jugoslaviji je dodijelila motorni brod Viktoriju koji je bio izgrađen 1941. godine. Brod je sagradilo brodogradilište Howaldtswerke iz Hamburga. Otegljen je u Kiel radi dovršavanja. No, 1944. je godine bio ozbiljno oštećen u savezničkim napadima. Nakon što je poslije rata IARA dodijelila brod Jugoslaviji, otegljen je u Rotterdam u Rotterdamsche Droogdok Maatschappij radi popravaka. Još dok su popravci bili u tijeku, potpisan je ugovor o montiranju plovne dizalice. Time je preinačen u podiznu maonu. Fizički je podsjećao na poznatu plovnu dizalicu Mou koju je RDM sagradio 1919. godine. Brod je dobio oznaku novogradnje br. 276. Prvotno ime koje su mu jugoslavenske vlasti dale bio je Heroj. Ponton dizalice napravljen je 1949. i otegljen na završne radove u Schiedam u podružnicu RDM-a Nieuwe Waterweg Scheepsbouw Maatschappij. Ondje je sve zgotovljeno, napisano je novo ime Veli Jože i rujna 1950. dva nizozemska tegljača kompanije Smit doteglili su Jožu u Dubrovnik 31. listopada 1950. godine.

## Tehničke karakteristike
Brod ima bruto tonažu 792 tona, neto tonažu 238 tona, dug 41,18 metara, najveća širina je 18,02 metra, visina na sredini broda je 3,80 metara. Ima dva dizelska motora "Famos" od po 162 kW svaki. 
Veli Jože se razlikovao od sličnih plovnih dizalica jer je imao vlastiti pogon koji je bio malko neobičan. Nizozemski brodograditelji odlučili su se za vanbrodske motore koji su bili rijetkost u Europi, a popularni u Americi. Veli Jože je tako jedan od prvih europskih plovila s vanjskim pogonom. I ova novotarija ratni je izum, kao i mnoge slične novotarije iz 1940-ih. Izum je djelo Murray & Tregurtha iz Bostona, ugledne kompanije koja je proizvodila parne motore još od 1885. i dizelske od 1905. godine. Na upit američke ratne mornarice razvili su vanbrodski pogon za ratne teglenice. 1941. godine razvili su MODPS, Marine Outboard Drive Propulsion System, koji se pokazao izvrsnim na testiranjima i na ratištima, posebno na Tihom oceanu. Tijekom rata napravljeno je nekoliko tisuća vojnih teglenica na takav pogon. Uspjeh je potakao razvijanje nevojničke inačice MODPS-a koja je napravljena i 1947. označena markom Harbormaster. Taj je pogon izabran za Velog Jožu.
Dizalica može podići 350 tona tereta (tri dizelske lokomotive) na visinu od 35 metara. Krakovi su mu visoki 40 metara, s produženom rukom od dodatnih 17 metara. Veli Jože je u pola stoljeća podigao s morskog dna više od dvije tisuće brodova. Ruka jednog krana bila je duga 32 metra. Dizalica je pričvršćena na ponton i ne može se rotirati. Pogon triju vitala bila su tri električna generatora snage 1000 KS odnosno 735 kW.
Postolje dizalice je čelični ponton. Ponton se sastoji od 17 prostora koji su podijeljeni u dva longitudinalna i četiri transverzalne pregrade. Prednja sekcija spremište je za sajle, škopce i ostalu opremu, srednja je namijenjena posadi, a u krmenom dijelu je strojarnica i balastni tankovi. Na palubi je nadgrađe s mostom i kormilarnica, brodski ured, kantina, kuhinja te zapovjednikova i inženjerska kabina.

## Poznatije akcije
Sredinom 1950-ih podizao je izrezane dijelove najvećeg u Italiji izgrađenog putničkog broda, Rex, koji je od 1944. bombardiran kod Izole i ležao nasukan. Spajao je lukove Šibenskoga, Paškoga i Krčkoga mosta, pomagao je Veli Jože izgraditi sve mostove i naftne te plinske platforme na hrvatskoj strani Jadrana. Svjetski je poznat udio te dizalice u raščišćavanju Sueskoga kanala 1956. i 1957. od olupina zaostalih od egipatsko-izraelskog rata, za što je dobio UN-ovo priznanje. U iranskoj luci Bandar Mashour, Veli Jože je 1966. godine spašavao i talijanski tanker Luisu koji je, nasukan u plićaku, planuo te blokirao ulaz u luku. 
Veli Jože iz murterskog je mora izvukao i potonuli talijanski tanker s opasnim teretom vinilkloridmonomerom - Brigittu Montanari čiji je teret polako curio i prijetio ekološkom katastrofom nesagledivih razmjera. Za ovu akciju njegova je posada nagrađena Plavom vrpcom Vjesnika - najvećim priznanjem koje dnevnik Vjesnik dodjeljuje preko 50 godina za najpožrtvovnije činove spašavanja tuđih života na moru. Na obalama rijeke Tajo pomagao je graditi prvu španjolsku nuklearku, prenoseći generatore teške po 300 tona. Prenosio je i nuklearne reaktore u Aleksandriji, a u Pločama je ukrcavao evaporatore za nuklearne elektrane, koji su se izvozili u SSSR. Montirao je naftne platforme, gradio silose i brodove. 
Iskazao se i u Domovinskom ratu. Pod okriljem noći izvadio je s dna potopljeni brod Jugoslavenske ratne mornarice. Brod je obnovljen i predan Hrvatskoj ratnoj mornarici te danas plovi pod oznakom OB-02 Šolta. Pod kišom četničkih granata polagao je betonska sidra pontonskog mosta u Masleničkom ždrilu. Posada Velog Jože za ovaj je pothvat dobila svoju drugu Plavu vrpcu Vjesnika. Nakon rata brod je sudjelovao u gradnji mosta na tome mjestu.
Posljednji posao Jože je odradio 2006. godine. Netom obnovljeni brod Hrvatske ratne mornarice DBM-82 Krka, teži od 600 tona, oštećen je prilikom spuštanja u more te je došlo do prodora vode u trup broda. Pokušavalo se s nekoliko drugih dizalica podići utonulu krmu teškog desantnog broda, koje su sve redom podbacile. Veli Jože dobio je privremenu dozvolu za rad s obzirom na to da je već dvije godine bio bez atesta te je brzom akcijom brod izvađen.   
2010. godine započelo je rezanje broda, a neke dijelove, poput kabine s natpisom, vitla, propelera najvjerojatnije će završiti u Pomorskom muzeju u Splitu.

## Vanjske poveznice
- Veli Jože u Šibeniku 2006., ShipSpotting.com
- Veli Jože u Šibeniku 2010., ShipSpotting.com